# Бабенко, Владимир Михайлович
Влади́мир Миха́йлович Бабе́нко (20 октября 1950, Тула — 19 декабря 1988, Ли́да, Гродненская область) — советский футболист.

## Биография
Родился в рабочем посёлке Косая Гора Тульской области 20 октября 1950 года. Воспитанник тульского футбола, занимался в школе местного клуба «Металлург».
В 1971 году стал игроком ЦСКА. С 1971 по 1976 год провёл 76 матчей в высшей лиге. В 1975 году защищал цвета другой армейской команды — ростовского СКА. С 1976 по 1985 выступал за смоленскую «Искру», был капитаном команды.
После завершения карьеры футболиста работал командиром по физподготовке в военной части, базировавшейся недалеко от города Лида в Белорусской ССР. 19 декабря 1988 года скончался в больнице от полученных травм в автокатастрофе, случившейся за несколько дней до этого. Похоронен на Косой Горе в Тульской области.